# San Anselmo
San Anselmo è una città nella Contea di Marin, in California. San Anselmo si trova a 20.4 km ad ovest di San Rafael, ad un'altezza di 14 m s.l.m.
Si trova a circa 32 km a nord di San Francisco. Confina con le città di San Rafael ad est, Fairfax ad ovest, e Ross a sud. Il Monte Tamalpais domina la vista a sud. Al censimento del 2010, la città contava 12.336 abitanti.

## Storia
Le terre attorno a San Anselmo sono state sfruttate a pastorizia fino al 1874, quando la North Pacific Coast Railroad ha aggiunto la ferrovia che collega San Anselmo a San Rafael. Nel 1875, è stata completata la linea ferroviaria che collega Sausalito a Tomales e a nord con Cazadero, passando per San Anselmo. Per alcuni anni, la città è stata segnata sulla cartina come "Incrocio ferroviario", ma nel 1883 tornò ad essere chiamata "San Anselmo". L'ufficio postale di San Anselmo aprì nel 1892. Nel tempo ha avuto due sub uffici postali: a Lansdale, dal 1924 al 1962, ed a Yolanda, dal 1924 al 1954.
Dal 1902 ai primi anni '40, San Anselmo faceva parte della Northwestern Pacific Railroad. Essendo diventata inutile a causa della competizione con le automobili e l'apertura del Golden Gate Bridge, la ferrovia è stata ufficialmente chiusa il 1º marzo 1941.
Il residente più importante di San Anselmo è il regista George Lucas, che ha comprato un vecchio vittoriano con parte degli incassi del suo film American Graffiti, una casa che la sua all'ora moglie Marcia Lucas ha chiamato "Parkhouse".
Lucas ha lavorato al copione di "Star Wars" per due anni e mezzo, scrivendone la gran parte in quella casa, in una camera che condivideva con un vistoso juke box Wurlitzer. Nel 1977, Lucas ha girato una precedente versione di "Star Wars," senza effetti speciali, nella sua casa a San Anselmo per un piccolo gruppo di amici di Hollywood, compreso il produttore Alan Ladd, Jr., i registi Steven Spielberg, Brian DePalma, e Martin Scorsese, e gli sceneggiatori Jay Cocks, Willard Huyck, e Gloria Katz.

## Geografia fisica

### Clima
La temperatura media massima è di 29 °C a luglio, e la temperatura media minima è di 5 °C a gennaio e dicembre. La temperatura più alta registrata è stata di 44 °C nel luglio del 1972, e la temperatura minima registrata è stata di -8 °C nel dicembre 1990.
La piovosità media è di 1,206 mm, con mese più piovoso a gennaio.